# Star-Spangled Comics
Star-Spangled Comics (dt. Sternengesprenkelte Comics) war der Titel eines Comicmagazins, das der US-amerikanische Verlag DC-Comics zwischen 1941 und 1952 veröffentlichte.
Die Star-Spangled Comics enthielten vorwiegend „patriotische“ Abenteuer- und Superheldengeschichten, die – insbesondere während der Kriegsjahre – häufig auch propagandistisch gefärbt waren. Die mitunter sehr suggestiv und einseitig gehaltenen Geschichten – wie etwa die Reihe  Seven Soldiers of Victory – die in Star-Spangled Comics veröffentlicht wurden, brachten der Serie von Seiten amerikanischer Intellektueller immer wieder den Vorwurf ein, eine Art „Durchhalteliteratur für Kinder“ zu sein. Ungeachtet dessen erreichte die Serie insgesamt 130 Ausgaben, bevor sie 1952 in eine Kriegscomicserie umgewandelt wurde und unter dem Titel Star-Spangled War Stories bis 1977 Bestand hatte.
Die Geschichten starteten als Superhelden-Reihe mit den Abenteuern von Sylvester Pemberton (auch Star-Spangled Kid oder Skyman genannt) und Pat Dugan (S.T.R.I.P.E). Später gestalteten Joe Simon und Jack Kirby die Newsboy Legion, schließlich entwarfen sie auch hier erstmals Robin, the Boy Wonder. Dabei erschien Robin bereits in Episode 65 und führte seine Soloauftritte bis # 130 weiter, die von gelegentlichen Gastspielen Batmans begleitet wurden. 1947 war Tomahawk, ein patriotisches Western-Comic, titelführend vertreten, bis es schließlich ein eigenes Magazin wurde. Anfang der 1950er Jahre verstärkte sich der Trend zum Horrorcomic, bevor es sich wie oben angedeutet immer stärker in eine Kriegscomicserie verwandelte.
Zu den weiteren Reihen, die in Star-Spangled Comics erschienen, zählen unter anderem die von Jack Kirby gestalteten Abenteuer des Superhelden Guardian und die Erlebnisse des Geisterjägers Doctor Thirteen.